# Nekonservativna sila
Nèkonservativna síla (tudi dísipativna síla ali nèpotenciálna síla) je sila, katere skupno opravljeno delo po poljubno izbrani zaključeni poti, ni enako nič. Delo, ki ga nekonservativna sila opravi pri premiku med dvema izbranima točkama, je odvisno od izbranega tira. Pridevnik »nekonservativen« izhaja iz dejstva, da se pri pojavih, kjer nastopajo nekonservativne sile, skupna mehanska energija ne ohranja. Nekonservativnim silam ne moremo pripisati potenciala ali potencialne energije, zato učinkov sile ni mogoče obravnavati kot spremembe potencialne energije.
Zgleda nekonservativnih oz. disipativnih sil sta upor in trenje. Nekonservativne sile so posledica zanemarjenih prostostnih stopenj sistema. Trenje bi tako lahko obravnavali brez vpeljave nekonzervativnih sil, če bi obravnavali toploto kot kinetično energijo, a to bi pomenilo, da bi se morali odreči makroskopskim termodinamskim parametrom, ki jih dá statistična mehanika, in namesto upoštevati gibanje vseh molekul, ki sestavljajo dano snov. Za vsa makroskopska telesa je zato približek nekonservativnih sil neprimerno bolj uporaben kot obravnava 1020 prostostnih stopenj sistema.
Nasprotje nekonservativnih sil so konservativne sile. Vse osnovne sile so konservativne.